# Blepisanis lateralis
Blepisanis lateralis är en skalbaggsart som beskrevs av Aurivillius 1907. Blepisanis lateralis ingår i släktet Blepisanis och familjen långhorningar.
Artens utbredningsområde är Togo. Inga underarter finns listade.